# ميتوهيا
ميتوهيا (بالصربية: Метохија)‏ أو دوكاجيني (بالألبانية: Rrafshi i Dukagjinit)‏ هو سهل كبير، واسم المنطقة التي تُغطي الجزء الجنوبي الغربي من كوسوفو. تُغطي المنطقة 35٪ (3,891  كم 2) من إجمالي مساحة كوسوفو. وفقا لتعداد عام 2011، يبلغ عدد سكان المنطقة 700،577.

## المقاطعات
| المقاطعات | السكان (2011) | المساحة (كم مربع) | الكثافة (لكل كم مربع) |
| --------- | ------------- | ----------------- | --------------------- |
| جاكوفا    | 194،672       | 1،129             | 172.4                 |
| بيجا      | 174،235       | 1،365             | 127.6                 |
| بريزرن    | 331670        | 1،397             | 237.4                 |
| ميتوهيا   | 700،577       | 3،891             | 180.1                 |